# Liste der denkmalgeschützten Objekte in Kejnice
Grundlage dieser Liste der denkmalgeschützten Objekte in Kejnice ist die ÚSKP-Liste (Ústřední seznam kulturních památek České republiky, deutsch Zentrale Liste der Kulturdenkmäler der Tschechischen Republik), die von der tschechischen Denkmalschutzbehörde NPÚ (Národní památkový ústav, deutsch Nationale Denkmalbehörde) seit 1987 geführt wird und an die seit dem Jahr 1850 geschaffenen Listen anschließt.

## Denkmalgeschützte Objekte nach Ortsteilen

### Kejnice
| Lage                            | Objekt                     | Beschreibung | ÚSKP-Nr.                  | Bild           |
| ------------------------------- | -------------------------- | --- | ------------------------- | -------------- |
| Kejnice, Hügel Stráž (Standort) | Burg                       | Befestigte Höhensiedlung, Hügelfestung, archäologische Spuren | 31626/4-3044 Info Katalog | BW             |
| Kejnice, Dorfplatz (Standort)   | Kapelle der Jungfrau Maria | Ensemble der barocken Dorfkapelle mit einem Gedenkkreuz aus dem 19. Jahrhundert. Eine rechteckige Kapelle mit einem dreieckigen Giebel, gegliederte Fassade, ein prismatischer Glockenturm auf dem Dachfirst. Gusseisernes Gedenkkreuz auf hohem Granitsockel. | 23512/4-3043 Info Katalog | weitere Bilder |